# Centro Médico Meir
El centro médico Meir (en hebreo: מרכז רפואי מאיר) (transliteración: Merkaz Refui Meir ) es un hospital situado en el municipio de Kfar Saba, en Israel. Es el séptimo mayor complejo hospitalario del país.

## Historia

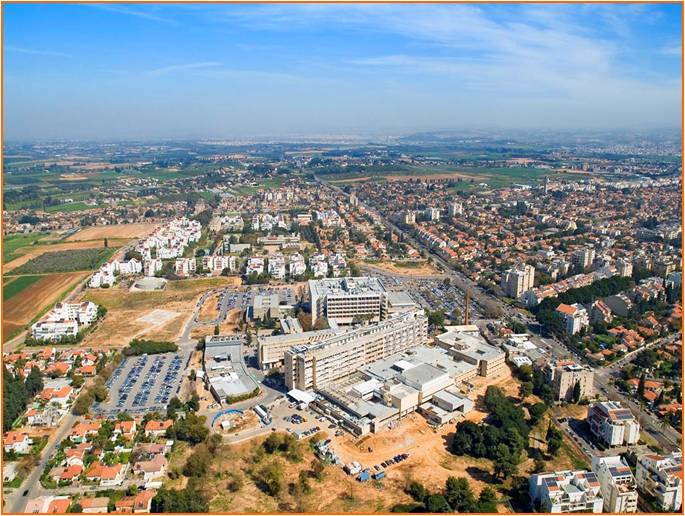

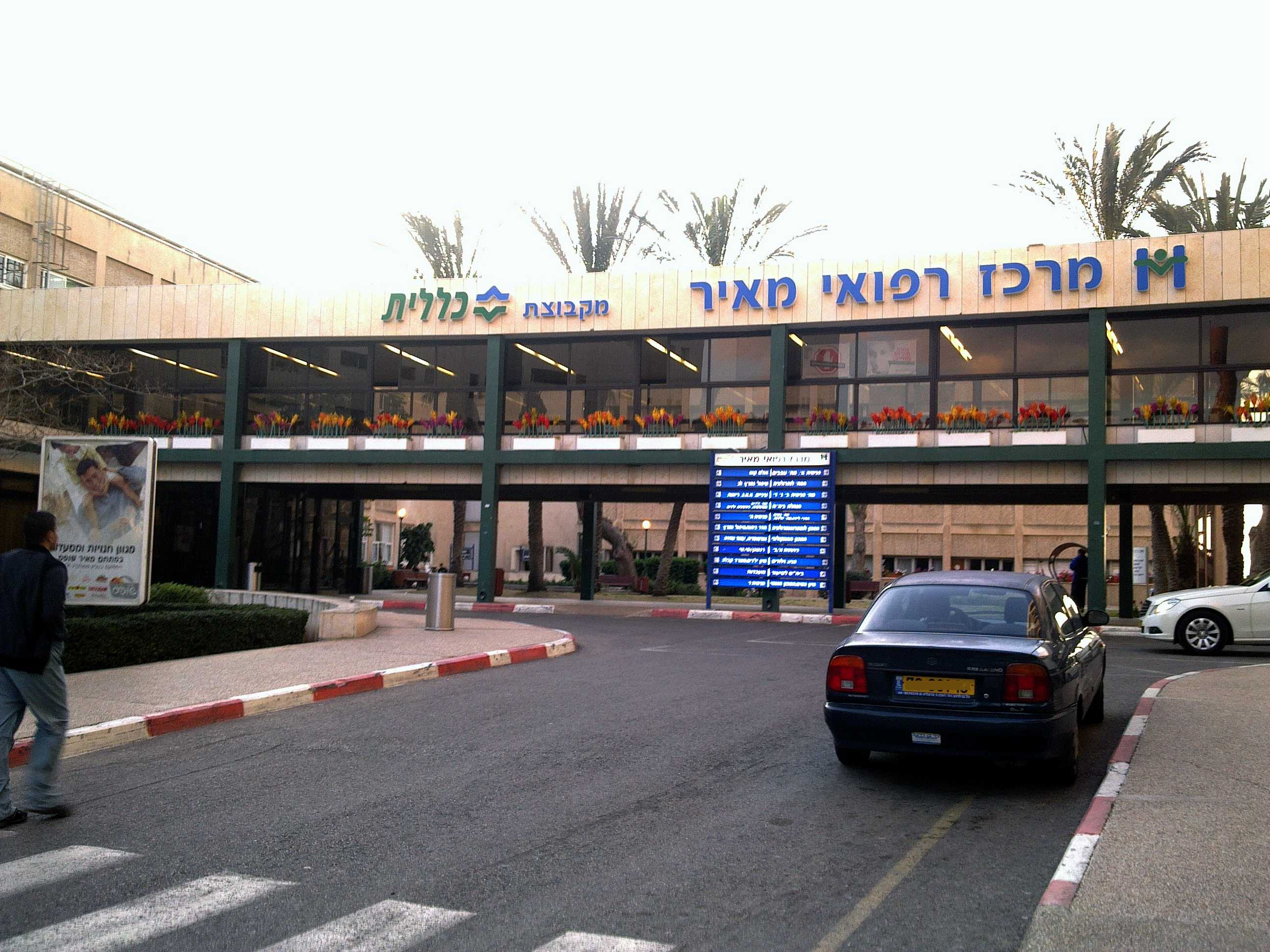

La instalación médica abrió sus puertas al público el 15 de julio de 1956, como un hospital para pacientes tuberculosos y para tratar enfermedades del aparato respiratorio. Más tarde en 1962, Meir se convirtió en un hospital general y ahora es parte del centro médico Sapir.
El hospital Meir sirve a varias comunidades étnicas de la zona densamente poblada de la llanura de Sharon, incluyendo a pacientes árabes israelíes procedentes de ciudades y pueblos de la zona del triángulo.
El hospital es recibe su nombre del doctor Josef Meir (1890-1955), el primer jefe del fondo para los enfermos y el director del ministerio de salud en los años anteriores a la creación del Estado de Israel.    
Meir se oponía rotundamente a un sistema de salud elitista privado y afirmaba que la medicina debía ser un servicio público igualitario dirigido a mejorar los niveles de salud de la población en general.
Actualmente, cuando el personal médico del hospital Meir es llamado a salvar una vida, no discrimina en función de la religión, la raza, o el género, y admite a pacientes procedentes de la ciudad fronteriza palestina de Kalkilia, situada en el territorio de la Autoridad Nacional Palestina.

## Servicios
Los departamentos de enseñanza del hospital Meir están afiliados con la escuela de medicina Sackler, la universidad de Tel Aviv, mientras que los laboratorios están afiliados con la universidad Bar Ilán. 
El centro médico Meir está especializado en el tratamiento de las enfermedades pulmonares en la cirugía de la médula espinal, y está acreditado bajo el organismo JCI. Asimismo es el hospital base del equipo olímpico israelí. 
El hospital dispone de los siguientes equipamientos:
- 717 camas para hospitalización
- 60 asientos para consultas externas
- 57 asientos para admisión a partos hospitalarios
- 28 sitios para someterse a diálisis

## Departamentos
- Gastroenterología
- Oncología
- Nefrología
- Medicina de radioisótopos